# 旧宇田川家住宅
旧宇田川家住宅（きゅううだがわけじゅうたく）は千葉県浦安市堀江三丁目にある史跡。浦安市の有形文化財。建築年代がはっきりとわかるものとしては、浦安市内最古の民家。

## 概要
1869年（明治2年）に葛飾県葛飾郡堀江村（現地）に建てられたもので、道路に面した店舗部分と裏の住宅部分から成る。用途としては、米屋・呉服屋などの商家として使われた。幕末から明治に至る江戸近郊の町家の形をよく伝えており、商家遺構の少ない関東地方では特に貴重な建物である。1982年（昭和57年）に市の有形文化財として指定され、1984年（昭和59年）から一般に公開されている。
立て札の説明（浦安市教育委員会）によれば、「扇谷上杉家を継いだ上杉定正の末孫と伝えられる家で、姓の宇田川は定正愛用の名刀『宇田丸』にちなんで名付けられた」といわれている。

## 利用情報
- 開館時間 ： 10:00～16:00
- 休館日 ： 毎週月曜、祝日の翌日、年末年始
- 入館料 ： 無料
- 住所 ： 千葉県浦安市堀江三丁目4番8号

## アクセス
- 東京メトロ東西線浦安駅から、徒歩10分。